# Le Cirque des horreurs (manga)
Pour les articles homonymes, voir Le Cirque des horreurs.
Le Cirque des horreurs (サーカスが来た, Circus ga Kita) est un recueil de shōjo mangas de Junji Itō prépublié dans les magazines Monthly Halloween et Nemuki entre avril 1991 et décembre 1995 puis publié par Asahi Sonorama en un volume relié sorti en octobre 1998. La version française a été éditée par Tonkam dans la collection « Frissons » en un tome sorti en avril 2012.
Ce recueil fait partie de la « Itoh Junji Kyofu Manga Collection (伊藤潤二恐怖マンガＣｏｌｌｅｃｔｉｏｎ) », publié sous le no 13 au Japon et en France.

## Sommaire
Le Cirque des horreurs (サーカスが来た, Circus ga Kita)
La Ville aux pierres tombales (墓標の町, Bohyō no Machi)
La Fenêtre d'à côté (隣の窓, Tonari no Mado)
Les Mystérieux enfants Hikizuri : L'amoureux de la cadette (怪奇ひきずり兄弟 次女の恋人, Kaiki Hikizuri Kyōdai: Jijo no Koibito)
Les Mystérieux enfants Hikizuri : La séance de spiritisme (怪奇ひきずり兄弟 降霊会, Kaiki Hikizuri Kyōdai: Koureikai)

## Publication
| no | Japonais         | Japonais       | Français       | Français          |
| no | Date de sortie   | ISBN           | Date de sortie | ISBN              |
| -- | ---------------- | -------------- | -------------- | ----------------- |
| 1  | 1er octobre 1998 | 978-4257903253 | 25 avril 2012  | 978-2-7595-0099-4 |

### Première parution
1. ↑  Monthly Halloween, avril 1991.
2. ↑  Monthly Halloween, juillet 1994.
3. ↑  Nemuki vol. 23, 1995.
4. ↑  Monthly Halloween, novembre 1995.
5. ↑  Monthly Halloween, décembre 1995.

### Édition japonaise
Asahi Sonorama
1. 1 2  (ja) « Tome 1 », sur amazon.co.jp.

### Édition française
Tonkam
1. 1 2  (fr) « Tome 1 »(Archive.org • Wikiwix • Archive.is • Google • Que faire ?).